# La Croix (krant)

La Croix is een Frans katholiek dagblad.
De krant werd in 1880 door de assumptionisten opgericht en wordt thans uitgegeven door uitgeverij Bayard, die in handen is van de orde van de assumptionisten. In de jaren 1960 en in de nasleep van het Tweede Vaticaans Concilie (1962-1965) gold de krant als modernistisch. De oplage van de krant bedroeg in de jaren 1990 ongeveer 97 000 exemplaren, in 2014 ca. 100.000. De krant leunt niet aan bij een bepaalde politieke partij. 